# Anouar Brahem
Anouar Brahem (àrab: أنور براهم, Anwar Brāhim) (Tunis, 20 d'octubre de 1957) és un intèrpret i compositor d'ud tunisià. És àmpliament aclamat com a innovador en el seu camp. Actuant principalment per a un públic de jazz, combina música clàssica àrab,  música folk i jazz i ha estat gravant almenys des de 1991, després d'haver esdevingut un destacat músic al seu país a finals dels anys 1980.

## Biografia
Brahem va néixer i es va criar al barri de Halfaouine a la Medina de Tunis, Tunísia. Va estudiar ud al Conservatori Nacional de Música de Tunísia i després amb el mestre d'ud Ali Sriti. El 1981 va marxar a París a la recerca de noves perspectives. Això li va permetre conèixer músics de diferents gèneres. Hi va romandre durant quatre anys, component sobretot música per al cinema i el teatre tunisians. Va col·laborar amb Maurice Béjart al seu ballet Thalassa Mare Nostrum i amb Gabriel Yared com a llaütista per a la pel·lícula de Costa Gavras Hanna K..
Després d'un període a Tunísia a finals dels anys vuitanta, quan Brahem va ser nomenat director de l'Ensemble musical de la ville de Tunis, va fer una gira pels Estats Units i el Canadà i després va signar amb ECM Records, amb a qui ha gravat una sèrie d'àlbums aclamats per la crítica. Aquests inclouen Thimar, gravat amb el saxofonista John Surman i el baixista Dave Holland.
Juntament amb els virtuosos Rabih Abou-Khalil i Dhafer Youssef, Brahem ha ajudat a establir l'ud com un instrument important de l'Ethno jazz. Sovint toca en un conjunt de tres o quatre músics més. Ha col·laborat al llarg de la seva carrera i en diversos àlbums amb altres músics: el percussionista tunisià Lassad Hosni i el violinista Bechir Selmi i el clarinetista turc Barbaros Erköse. He has also performed live concerts with these same ensembles.
Anouar va llançar Blue Maqams el 2017 amb una banda que incloïa Jack DeJohnette, Dave Holland i Django Bates.

## Discografia selecta

### Com a líder
| Any  | Àlbum                                  | Posicions més altes | Posicions més altes | Posicions més altes | Posicions més altes | Notes                                                   |
| Any  | Àlbum                                  | BEL (Fl)            | BEL (Wa)            | FRA                 | SWI                 | Notes                                                   |
| ---- | -------------------------------------- | ------------------- | ------------------- | ------------------- | ------------------- | ------------------------------------------------------- |
| 1991 | Barzakh                                |                     |                     |                     |                     | amb Lassad Hosni i Bechir Selmi                         |
| 1992 | Conte de l'incroyable amour            |                     |                     |                     |                     | amb Barbaros Erköse                                     |
| 1995 | Khomsa                                 |                     |                     |                     |                     | amb Richard Galliano, Bechir Selmi i François Couturier |
| 1998 | Thimar                                 |                     |                     |                     |                     | amb John Surman i Dave Holland                          |
| 2000 | Astrakan Café (com Anouar Brahem Trio) |                     |                     |                     |                     | amb Barbaros Erköse i Lassad Hosni                      |
| 2002 | Le Pas du chat noir                    |                     |                     | 86                  |                     | amb François Couturier i Jean-Louis Matinier            |
| 2006 | Le Voyage de Sahar                     | 89                  |                     | 89                  |                     | amb François Couturier i Jean-Louis Matinier            |
| 2009 | The Astounding Eyes of Rita            | 81                  | 89                  | 84                  |                     | amb Klaus Gesing, Björn Meyer i Khaled Yassine          |
| 2014 | Souvenance                             | 43                  | 75                  | 64                  | 82                  | amb Francois Couturier, Klaus Gesing i Björn Meyer      |
| 2017 | Blue Maqams                            | 40                  | 62                  | 51                  | 23                  | amb Jack DeJohnette, Dave Holland i Django Bates        |

### Bandes sonores
- 1994: Samt el qusur amb Sonia Laraissi

### Col·laboracions
- 1994: Madar amb Jan Garbarek i Ustad Shaukat Hussain.
- 2002: Charmediterranéen amb Orchestre National de Jazz i Gianluigi Trovesi.